# Pryor Creek, Oklahoma
Pryor Creek, Oklahoma (енгл. Pryor Creek) град је у америчкој савезној држави Оклахома.

## Демографија
По попису из 2010. године број становника је 9.539, што је 880 (10,2%) становника више него 2000. године.
| Група             | 2000.         | 2010.         |
| Белци             | 6.642 (76,7%) | 6.707 (70,3%) |
| Афроамериканци    | 25 (0,3%)     | 63 (0,7%)     |
| Азијати           | 54 (0,6%)     | 56 (0,6%)     |
| Хиспаноамериканци | 241 (2,8%)    | 465 (4,9%)    |
| Укупно            | 8.659         | 9.539         |